# Звезда (фильм, 2001)
«Звезда» (англ. Star) — один из девяти короткометражных фильмов, созданных компанией BMW и распространяемых в интернете с 2001 по 2002 год. Серия, известная как англ. The Hire, не имеет общего сюжета, но каждый фильм представляет короткий эпизод, в котором Водитель (Клайв Оуэн) выполняет какое-то задание, используя при этом машины марки BMW.

## Сюжет
В серии «Звезда» Водителя нанимает разбалованная и неглубокая знаменитость (Мадонна). Одновременно её менеджер втайне от неё также нанимает Водителя, чтобы её проучить. Под предлогом, что ему надо скрыться от её телохранителей, Водитель с ужасающей скоростью несётся по городу, пугая знаменитость. Когда они прибывают на место, в финальной сцене она выпадает из машины на красный ковёр, где папарацци фотографируют её в мокрых (на самом деле, облитых кофе) брюках.

## В ролях
| Актер        | Персонаж      |
| ------------ | ------------- |
| Клайв Оуэн   | Водитель      |
| Майкл Битти  | Менеджер      |
| Тору Танака  | Телохранитель |
| Деррик Лигн  | Телохранитель |
| Трой Агуайо  | Телохранитель |
| Мадонна      | Звезда        |
| Вун Юнг Парк | Телохранитель |

## Музыка
Основная композиция использованная в серии «Звезда» — трек № 11: Blur — Song 2.
1. Steve Jablonsky — Main Titles (0:00:16)
2. Steve Jablonsky — Burning Money (0:03:19)
3. Steve Jablonsky — Chase & Rescue (0:04:56)
4. Clint Mansell — End Title (0:01:34)
5. Harry Gregson-Williams — Mr. James Brown (0:03:03)
6. Michael Wandmacher — End Title (0:01:34)
7. Mychael Danna — End Title (0:01:33)
8. Joel Goodman — Wife (0:01:47)
9. Joel Goodman — In A Bar (0:02:54)
10. Steve Jablonsky — Something About Madonna (0:00:52)
11. Blur — Song 2 (0:01:59)
12. Harry Gregson-Williams — Leaving The City (0:01:24)
13. Carlos Varela — Una Palabra (0:01:06)